# Євтушенко Ольга Григорівна
Ольга Григорівна Євтушенко (нар. 29 січня 1956, село Миколаївка, тепер Новомосковського району Дніпропетровської області) — українська радянська діячка, свердлувальниця Дніпропетровського вагоноремонтного заводу імені Кірова. Депутатка Верховної Ради УРСР 11-го скликання.

## Біографія
Освіта середня.
З 1975 року — контролер відділу технічного контролю Дніпропетровського заводу «Червоний Профінтерн». З 1976 року — свердлувальниця Дніпропетровського вагоноремонтного заводу імені Кірова.
Член КПРС з 1979 року.
Потім — на пенсії в місті Дніпропетровську (Дніпрі).

## Нагороди
- ордени
- медалі